# Holy Cross (Iowa)
Holy Cross es una ciudad ubicada en el condado de Dubuque en el estado estadounidense de Iowa. En el Censo de 2010 tenía una población de 374 habitantes y una densidad poblacional de 431,05 personas por km².

## Geografía
Holy Cross se encuentra ubicada en las coordenadas 42°36′4″N 90°59′47″O / 42.60111, -90.99639. Según la Oficina del Censo de los Estados Unidos, Holy Cross tiene una superficie total de 0.87 km², de la cual 0.87 km² corresponden a tierra firme y (0%) 0 km² es agua.

## Demografía
Según el censo de 2010, había 374 personas residiendo en Holy Cross. La densidad de población era de 431,05 hab./km². De los 374 habitantes, Holy Cross estaba compuesto por el 99.47% blancos, el 0% eran afroamericanos, el 0% eran amerindios, el 0% eran asiáticos, el 0% eran isleños del Pacífico, el 0% eran de otras razas y el 0.53% pertenecían a dos o más razas. Del total de la población el 1.07% eran hispanos o latinos de cualquier raza.